# Никола Табаков
Никола Табаков е български общественик и революционер, деец на Вътрешната македоно-одринска революционна организация.

## Биография
Никола Табаков е роден през 1862 година в Дедеагач, тогава в Османската империя. Завършва Априловската гимназия в Габрово и подкрепя борбата за българската църковна и училищна независимост. Избран е за касиер на Дедеагачкия околийски комитет на ВМОРО през 1901 година. В 1909 година е избран за кмет на Дедеагач, като така става първият българин на този пост. Никола Табаков умира на 25 юли 1938 година в Пловдив.